# Bibimys
Bibimys là một chi động vật có vú trong họ Cricetidae, bộ Gặm nhấm. Chi này được Massoia miêu tả năm 1979. Loài điển hình của chi này là Bibimys torresi Massoia, 1979.

## Các loài
Chi này gồm các loài: